# Onthophagus anitidus
Onthophagus anitidus là một loài bọ cánh cứng trong họ Bọ hung (Scarabaeidae).